# Ahilyabai Holkar
Maharani Ahilyabai Holkar, née le 31 mai 1725 à Jamkhed (en) et morte le 13 août 1795 à Indore, est une reine du royaume Holkar, du Maratha, en Inde.

## Biographie
Rajmata Ahilyabai naît dans le village de Chondi à Jamkhed, Ahmadnagar, Maharashtra. Fille de paysans, elle apprend tout de même à lire et à écrire, à l'initiative de son père.
En 1754, l'empereur moghol Imad-ul-Mulk (en) rassemble des troupes contre Ahmad Shâh Bahâdur, et Khanderao Holkar (en), le mari d'Ahilyabai, mène le siège de la ville de Kumbher (en), qui a soutenu le rebelle moghol Safdar Jung. Khanderao Holkar meurt touché par un boulet de canon pendant l'inspection de ses troupes. Son propre père, Malhar Rao Holkar (en), empêche Ahilyabai de commettre le sati.
Malhar Rao meurt en 1766, douze ans plus tard. Le fils d'Ahilyabai et de Khanderao Holkar, Male Rao Holkar (en), devient le souverain de Malva en 1766 et Ahilyabai est alors reine régente. Le 5 avril 1767, après quelques mois au pouvoir, le garçon meurt et Ahilyabai devient reine,.
Elle conduit personnellement les armées holkar au combat, se présentant en première ligne à dos d'éléphant. Les combats sont nombreux, alors que l'empire marathe s'affaiblit rapidement sous le règne britannique. 
Rani Ahilyabai a construit et restauré des centaines de temples et de Dharamshalas (en) dans toute l'Inde, et en particulier le Temple de Shiva à Varanasi, détruit par les Moghols. D'autres temples qu'elle a restaurés sont Kedarnath Mandir, les douze Jyotirlingas et temple Vishnupad (en) à Gaya. On lui attribue également la construction d'Indore. Elle s'investit également dans la technologie : alors que l'Inde est majoritairement rurale, Ahilyabai promeut l'industrie de la soie et du textile.

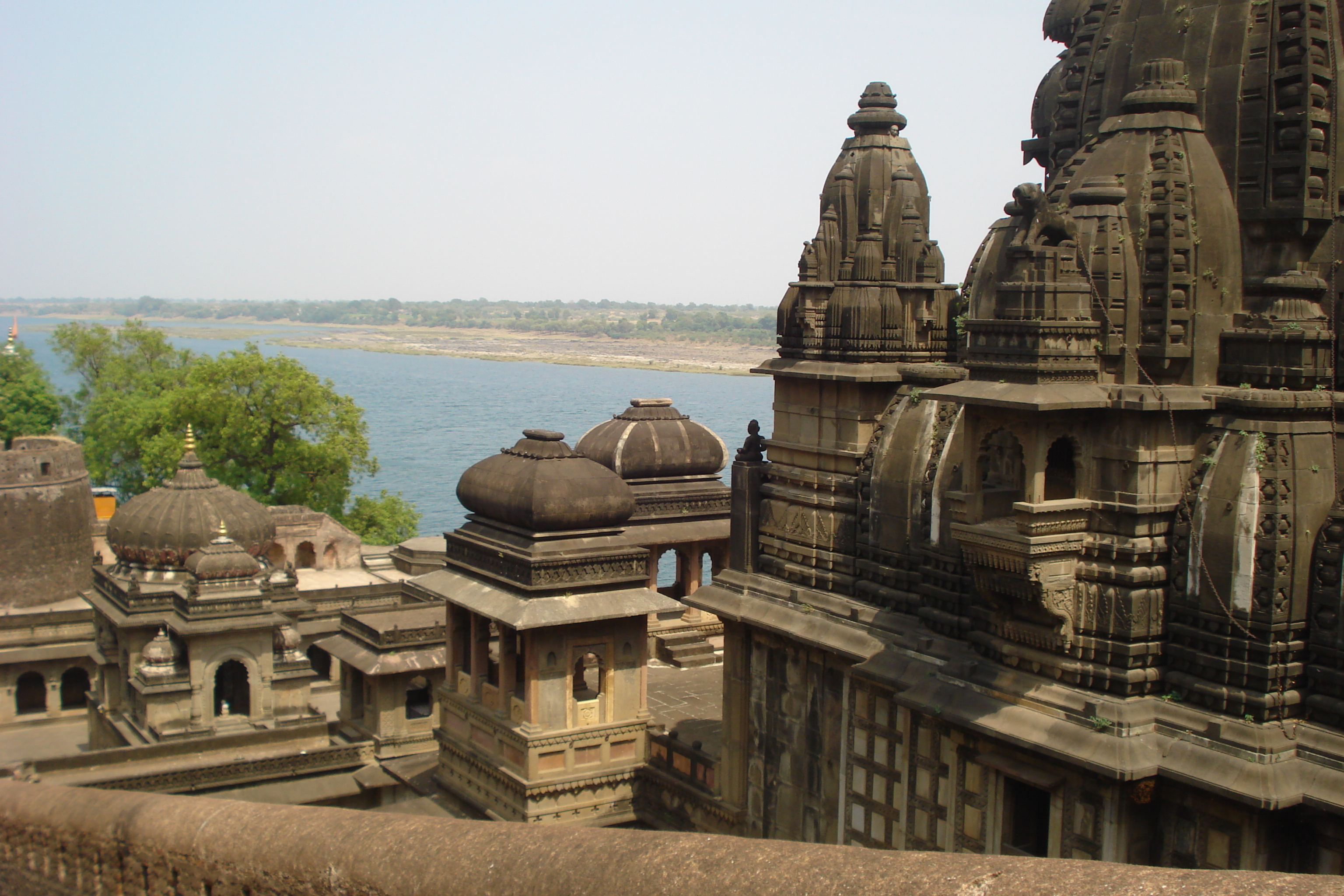
Temple de Ahilyabai Holkar.

Elle meurt le 31 mai 1795.

### Bibliographie

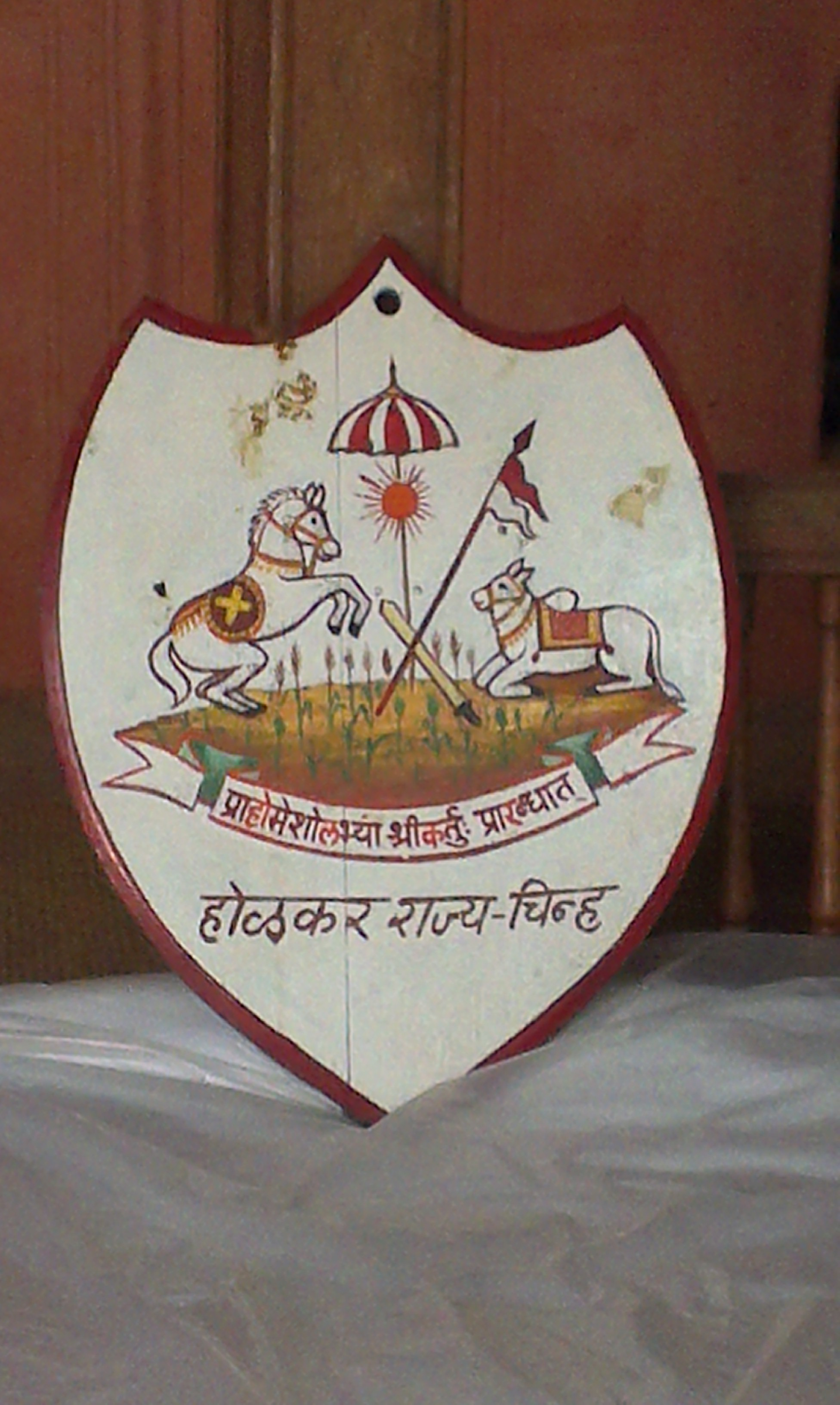
Symbole des holkars.